# 卢森堡社会工人党
卢森堡社会工人党，又译卢森堡社会主义工人党，是卢森堡的一个社会民主主义政党。该党成立于1902年7月5日，当时取名为社会民主党；1916年，改名为社会党；1924年，改名为卢森堡工人党；1945年，改用现名。